# Pterotracheoidea
Pterotracheoidea Rafinesque, 1814, detti anche eteropodi,  sono una superfamiglia di molluschi gasteropodi della sottoclasse Caenogastropoda.

## Descrizione
Le principali caratteristiche di questa famiglia sono quattro:
- corpo e guscio trasparenti. Solo la massa buccale, gli occhi e le viscere sono opachi.
- piede evoluto a formare una pinna. In queste specie il piede viene compresso lateralmente per formare una pinna ventrale che produce movimento tramite ondulazione.
- occhi complessi con buona visione per la caccia di prede. Gli occhi sono appaiati e situati dorsalmente nella regione della testa all'estremità anteriore del tronco. L'occhio è costituito da una grande lente sferica distale racchiusa in una capsula gelatinosa.
- radula sporgente con denti allungati. Le specie sono dotate di una proboscide muscolare mobile, che si estende anteriormente dalla testa e porta una massa vestibolare terminale che contiene la radula tenioglossa.

Gli eteropodi sono dioici (sessi separati) e mostrano dimorfismo sessuale. Tutti gli eteropodi hanno una larva veliger planctotrofica che nuota liberamente. Le larve si schiudono dall'uovo entro pochi giorni dalla fecondazione. Possiedono un guscio calcareo, destrutturato (destrorso) e un opercolo cartilagineo flessibile.
Il guscio è presente nelle larve di tutti gli eteropodi. A seguito della metamorfosi, tuttavia, la conchiglia larvale viene trattenuta solo negli Atlantidi e nei Carinariidi, dove forma il protoconco della conchiglia adulta. In Pterotracheidae il guscio larvale viene eliminato dopo la metamorfosi.
Gli eteropodi sono carnivori e vivono in ambienti pelagici in moderata abbondanza principalmente alle latitudini da tropicale a subtropicale. Tutti gli eteropodi galleggiano o nuotano con la parte ventrale rivolta verso l'alto. Gli atlantidi sono negativamente galleggianti, mentre gli altri hanno una galleggiabilità neutra.

## Tassonomia

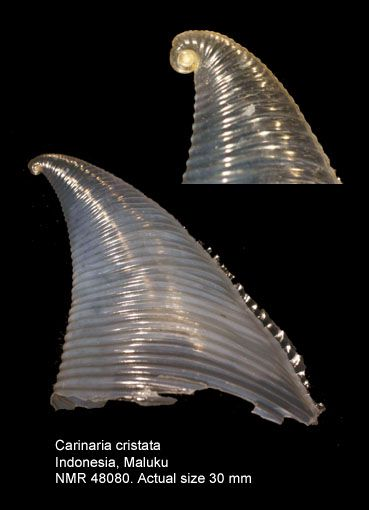
Carinaria cristata

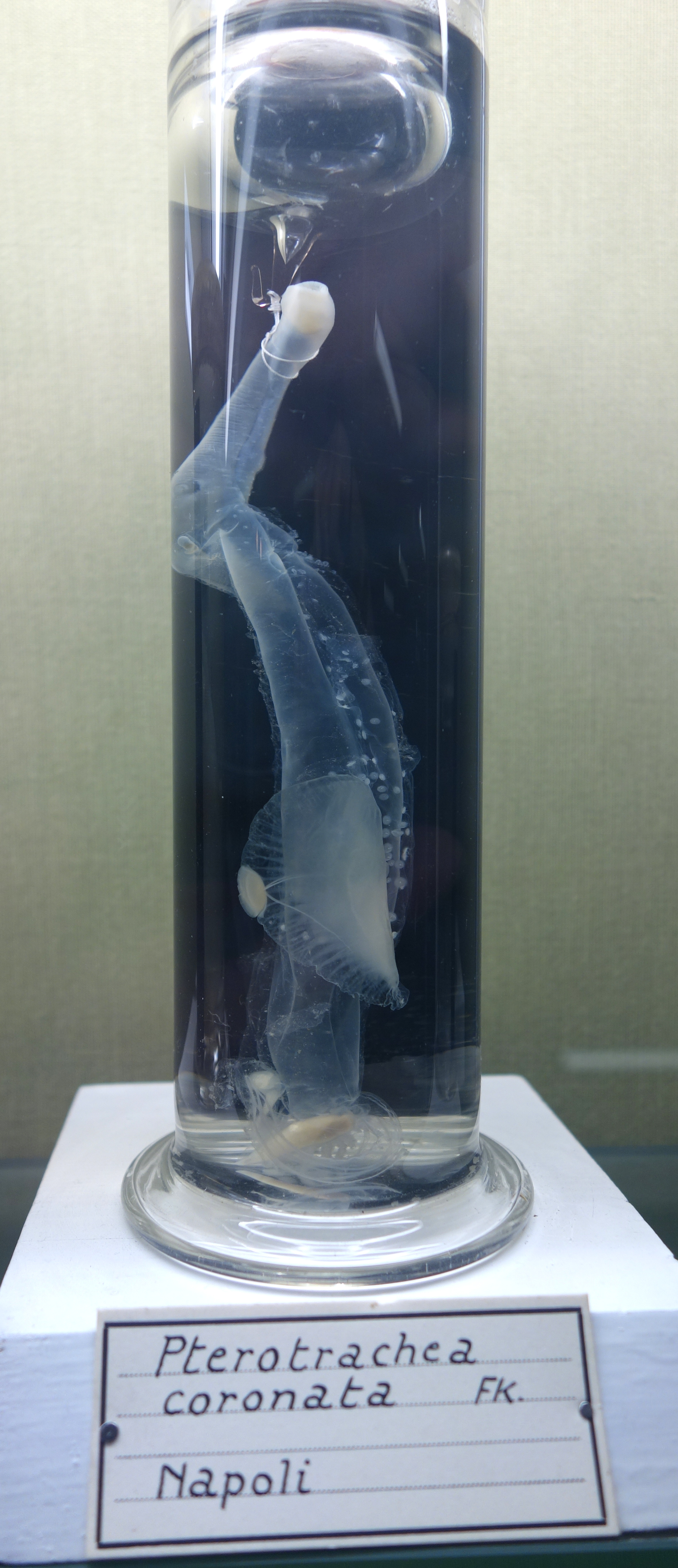
Pterotrachea coronata

La superfamiglia comprende quattro famiglie di cui una estinta:
- Famiglia Atlantidae Rang, 1829
- Famiglia †Bellerophinidae Destombes, 1984
- Famiglia Carinariidae Blainville, 1818
- Famiglia Pterotracheidae Rafinesque, 1814